# Кшаникавада
Кшаникавада (санскр. क्षणिकवाद, от санскр. ksanika, «мгновенный», и vada, «доктрина») — буддийское онтологическое учение о мгновенности бытия, указывающее, что в каждый момент времени появляются и мгновенно исчезают комбинации элементов бытия (дхарм), из которых состоит всё существование. Новая комбинация при этом является следствием предыдущей комбинации по закону взаимозависимого возникновения. Очень быстрая смена комбинаций создаёт для наблюдателя всеобъемлющую иллюзию устойчивой и постоянной реальности.

## Возникновение учения
Согласно русским буддологам академику Ф. И. Щербатскому, О. О. Розенбергу и другим представителям ранней буддологии считалось, что доктрина кшаники возникла одновременно с буддийской философией.
В 1995 году буддолог Александр фон Роспатт подробно рассмотрел в своей диссертации буддийскую «доктрину мгновенности» и пришёл к выводу об отсутствии оснований для такой точки зрения. Согласно выводам Роспатта, кшаникавада сформировалась во «II веке н. э. или несколько раньше», после чего доктрина «была приписана Будде после составления палийского канона и добавлена в тексты некоторых сутр». Роспатт также особо отметил, что у Щербатского в одной из публикаций есть также и мнение о невозможности точного определения времени полноценного возникновения доктрины, которое Роспатт считает более аргументированным.
Джоэль Фелдман и Стивен Филлипс, выполнившие перевод трактата «Кшанабхангасиддхи анаятмика» на английский язык, во введении к переводу высказывали мнение, что теория мгновенности происходит из абхидхармических текстов, закономерно интерпретировавших доктрины изменчивости (анитья) и отрицания абсолютного «я» (анатмавады), а в более древних текстах такая теория не обнаруживается. Буддолог В. Г. Лысенко также указывала, что в учении раннего буддизма отсутствует «идея мгновенности (кшаники) дхарм, подчёркивается только то, что они имеют начало и конец» (см., напр.: Дхаммапада, 113 и др.). Лысенко отмечала, что первые упоминания о кшаникаваде появляются в текстах сарвастивады около II века н. э.

## Суть учения
Согласно буддийскому учению, каждая дхарма (элемент бытия) существует только в течение одной кшаны. «Кшана» означает мгновение — предельно малый момент времени, определяемый в разных буддийских школах по-разному, например, как: 1/75 секунды, согласно Васубандху; примерно 1/74035 секунды; одна миллиардная от времени вспышки молнии, согласно бирманской тхераваде; 0,000 000 000 002 секунды. Буддхагхоша и некоторые другие буддийские философы считали, что кшана не может быть определена.
Ежемгновенно дхармы вспыхивают и исчезают, образуя новый «узор», новую комбинацию, обусловленную законом взаимозависимого возникновения (пратитья-самутпадой) и кармой. Не существует ни материи, ни иной субстанции, есть лишь поток последовательных психических элементов — дхарм. Восприятие мира живыми существами подобно восприятию кадров на вращающейся киноплёнке. Двигающиеся со слишком большой для глаз скоростью, «кадры» — «узоры (комбинации) дхамм» создают для наблюдателя всеобъемлющую иллюзию устойчивой и постоянной реальности.
Кшаникавада является следствием ранней буддийской доктрины анитьи (учения о всеобщем непостоянстве), которая является одним из трёх базовых понятий буддизма наряду со страданием (духкха) и отрицанием субстанциальной души (анатман). Буддисты при этом понимали изменчивость не как трансформацию свойств сущности, а как появление новой сущности взамен прекратившей своё существование предыдущей.
В контексте человека учение кшаникавады означает, что любой поток дхарм, из которого состоит человек, проявляется только на одну кшану, в следующее же мгновение проявляется уже новый поток дхарм, связанный с предыдущим по закону взаимозависимого возникновения. Таким образом, в каждый момент времени появляется «новая личность, причинно связанная с предыдущей и обусловленная ею». Данная теория объясняет также и иллюзию процесса перерождений, в которых на самом деле «ничто не перерождается и не переходит». В них «кармический преемник» с помощью кармических факторов (самскар) получает некоторую энергию от предыдущей личности таким же образом, как он получает её и в обычной жизни. По более точному описанию самскары представляют собой побуждения или склонности индивида к определённым действиям. Побуждение постепенно возникает исходя из накопленной прошлой кармы в виде «отпечатков» (васан) в сознании. Ощущение постоянства личности и память о прошлых жизнях при этом могут появляться при помощи ума-манаса, связывающего прошедшее время с настоящим моментом. Таким образом, буддисты указывают, что человек рождается и умирает в каждый момент времени. Практическое понимание данного утверждения является одним из тех «прозрений», которое буддисты стремятся обрести в буддийской медитации випассаны.

## Трактовка
Российский буддолог В. Г. Лысенко указывает на заметные различия в понимании времени между ранними и поздними школами буддизма:
«Главный принцип буддизма — отрицание субстанциальности (анатмавады) и признание тотальной изменчивости (анитья) — обусловливает полное слияние времени и бытия, мгновенности и мгновенного. Времени как континуальной подоплёке изменчивости вещей противопоставляется временность, тождественная дискретности элементов бытия (дхарм), а реальности длительности — реальность момента, временного атома (кшаны). Однако если с точки зрения буддийских школ хинаяны моменты времени относительно реальны, то в буддизме время нереально, поскольку оно относительно».
Индийский философ Радхакришнан, говоря о различиях между концепцией анитьи, приписываемой Будде, и кшаникавадой, замечает:

Учение о непостоянстве, которое общее для упанишад и раннего буддизма, развито поздним буддизмом в воззрение о мгновенности. Но сказать, что вещи анитья, непостоянны, это не то же самое, что сказать, что они мгновенны, или кшаника. Будда считает, что только сознание мгновенно, а не вещи, поэтому он и говорит:
«Очевидно, что тело длится один год… сто лет и даже больше. Но то, что называют умом, интеллектом, сознанием, находится днём и ночью в беспрестанном круговороте, погибая как одно и, возникая как другое».
Будда стремился показать, что тело, ум и т. д. не представляют собой подлинного я. Они не суть постоянное. Непостоянство, когда этот термин применяется к вещам вообще, не означает мгновенности. Только говоря о духе, Будда употребляет аналогию с пламенем. Пламя светильника — это последовательность вспышек, каждая из которых длится только одно мгновение, и процесс мысли (читта) принадлежит к тому же типу. Он проводит ясное различие между мгновенным характером духовных процессов и непостоянным характером недуховной действительности. Если этот мгновенный характер распространить на всё бытие, мы получаем кшаникаваду. Поздние буддисты считают, что всякое бытие мгновенно. 
Говоря о понимании кшаникавады в чаньской школе, буддолог С. П. Нестеркин приводит в пример следующее мондо между известным учителем раннего чань Мацзу и его учеником Байчжаном, ставшим впоследствии также известным учителем:

Однажды Байчжан шёл вместе с Мацзу по дороге и услышал крик гусей в небе. Мацзу спросил: «Что это?» Байчжан ответил: «Это кричат дикие гуси». Через некоторое время Мацзу спросил: «Куда они летят?» Байчжан ответил: «Уже улетели». Мацзу повернулся и скрутил Байчжану нос. Байчжан закричал от боли, а Мацзу сказал: «Ты ещё говоришь, что уже улетели!» Услышав эти слова, Байчжан пробудился.
С. Нестеркин считает, что в данном диалоге Мацзу специально задаёт «провокационный» вопрос о направлении полёта гусей, а Байчжан с помощью ответа «уже улетели» показывает учителю своё понимание учения мгновенности. В этом учении нет времени, а есть дхармы, существующие лишь в данный момент, из которых состоят и гуси, существовавшие в прошлое мгновение и исчезнувшие в настоящее мгновение. Мацзу, в свою очередь, посчитал, что ученик слишком поверхностно понял теорию мгновенности, раз его ответ «уже улетели» указывает на перемещение, а перемещение возможно лишь при одновременном существовании времени. После чего Мацзу дал возможность Байчжану увидеть свою ошибку, ухватив того за нос. Без данного действия ошибка, вероятно, осталось бы незамеченной Байчжаном, указывает Нестеркин.

## Параллели
В европейской философии сходные с кшаникавадой взгляды развивал Анри Бергсон.
Искусствовед Е. В. Шахматова обращает внимание на параллели между кшаникавадой, где «подлинное Бытие можно ощутить лишь в кратчайший миг, который длится не дольше взмаха ресниц», и направлением символизма, многие представители которого отмечали, что живут мгновением. Шахматова приводит в пример стихотворения Константина Бальмонта («…Я вечно — другой / Я каждой минутой — сожжён. / Я в каждой измене живу»), Фёдора Сологуба («Живи и знай, что ты живешь мгновеньем, / Всегда иной, / Грядущим тайнам, прежним откровеньям / Равно чужой»), Валерия Брюсова, указывавшего, что «Не человек — мера вещей, а мгновение», и Максимилиана Волошина («Быть заключенным в темнице мгновенья, / Мчаться в потоке струящихся дней. / В прошлом разомкнуты древние звенья. / В будущем смутные лики теней»). На рубеже XIX—XX веков в эпоху символизма (и шире — Серебряного века) многие представители интеллигенции знакомились с начавшими тогда выходить переводами на европейские языки (включая русский) буддийских текстов («Сутта-нипата» в переводе Герасимова (1907), «Будда-чарита» в переводе того же Бальмонта (1912), «Джатаки» и многие другие).
Буддолог Е. А. Торчинов считает, что доктрина кшаникавады может быть выражена следующими строками известной песни «Есть только миг»: «Призрачно всё в этом мире бушующем, есть только миг, за него и держись. Есть только миг между прошлым и будущим, и именно он называется жизнь».

## Критика
В брахманизме считалось, что если бы все явления являлись мгновенными, то органам чувств было бы нельзя успеть их распознать. Представители буддизма отвечали на этот аргумент тем, что указывали на существование «припоминания» наряду с прямым восприятием. С помощью «припоминания» ум человека производит ментальное конструирование (кальпану), создавая различные образы и теоретические суждения, не соответствующие реальности. Поэтому обычное человеческое распознавание не является исключительно непосредственным, указывали буддисты.
Основатель мадхъямаки и выдающийся буддийский мыслитель Нагарджуна критиковал кшаникаваду в следующей стихотворной форме:
Поскольку мгновение имеет конец,
Постольку оно должно иметь начало и середину.
Из тройственной природы мгновения следует,
Что мир не пребывает лишь мгновение